# It's a Long Way to the Top (If You Wanna Rock 'n' Roll)
"It's a Long Way to the Top (If You Wanna Rock 'n' Roll)" é a primeira faixa do álbum T.N.T., da banda de rock australiana AC/DC. Foi escrita por Angus Young, Malcolm Young e Bon Scott. É também a primeira música da versão internacional do álbum High Voltage, lançado em maio de 1975. Musicalmente, a musicalidade é notável, misturando o som da tradicional gaita de foles com a guitarra pesada do hard rock.
Esta canção também é trazida pelo CD Volts da coleção Bonfire, lançada em 1997.
Esta é uma canção-assinatura de Scott. O atual vocalista da banda, Brian Johnson, não canta esta canção ao vivo em respeito pelo seu antecessor.

## Formação
- Bon Scott - vocalista, gaita de foles
- Angus Young - guitarra solo
- Malcolm Young - guitarra base
- Mark Evans - baixo
- Phil Rudd - bateria

## Produção
- Produtores: Harry Vanda, George Young

## Vídeo musical
O clipe de "It's A Long Way To The Top (If You Wanna Rock 'n' Roll)" foi gravado em 23 de fevereiro de 1976 por um programa de música de uma emissora australiana chamado Countdown. O clipe foi gravado na Swanston Street em Melbourne, Austrália. O videoclipe foi dirigido por Paul Drane. David Olney foi o câmera.

## Surge a ACDC Lane
Em 1º de outubro de 2004 a rua Corporation Lane de Melbourne, Australia foi oficialmente renomeada como "ACDC Lane" em homenagem a banda (os nomes de ruas naquela cidade não pode conter caracteres de pontuação). Esta alteração foi feita devido ao videoclipe "It's A Long Way To The Top (If You Wanna Rock 'n' Roll)", que foi filmado nas proximidades daquela rua. O conselho que votou pela mudança da nomenclatura da rua foi anônimo. Uma orquestra de gaitas de foles tocou "It's A Long Way To The Top (If You Wanna Rock 'n' Roll)" durante a cerimônia.

## Outras gravações
- Jack Black (Escola de Rock Motion Picture, 2003)
- Pat Boone (In a Metal Mood: No More Mr. Nice Guy, 1997)
- Dead Moon (Destination X, 1999)
- Dropkick Murphys (The Singles Collection, Vol. 2, 2005)
- Eagles of Death Metal (Death By Sexy, 2006)
- Electric) (A Tribute to AC/DC, 2006)
- John Farnham (Age of Reason, 1990)
- Iced Earth (Tribute to the Gods, 2002)
- Local H (Pack Up The Cats, 1998)
- The Meanies (Fuse Box - An Alternative Tribute)
- Motörhead (Thunderbolt: A Tribute to AC/DC, 1998)
- Nantucket (Long Way to the Top, 1980)
- Rawkus (AC/DC: Hometown Tribute, 2002)
- W.A.S.P.
- Sandra Weckert (Bar Jazz, 2003)
- The Wiggles (The Andrew Denton Breakfast Show, 2000)

Esta canção tocou durante a sequência dos crédtidos finais do filme Escola de Rock, tocada por Jack Black e pelos seus alunos quando ele interpretava um professor. Entretanto, as crianças parodiaram uma letra própria para essa canção.